# 真纳罗·加洛
真纳罗·加洛（義大利語：Gennaro Gallo，1984年1月8日—），意大利男子赛艇运动员。他曾代表意大利参加世界赛艇锦标赛，获得一枚金牌和一枚铜牌，均来自男子轻量级八人单桨有舵手项目。